# Villaboerderij (Exloërkijl)
De Villaboerderij in Exloërkijl is een monumentale boerderij gebouwd in 1936. Het pand is gelegen aan de Exloërkijl 69 nabij de Drentse plaats Tweede Exloërmond. Exloërkijl is een buurtschap in de vorm van een bebouwd lint haaks op de Tweede Exloërmond.

## Beschrijving
De boerderij werd gebouwd in 1936, de periode tussen de Eerste en de Tweede Wereldoorlog. De boerderij vertoont de kenmerken zowel de zogenaamde interbellumarchitectuur als van de Engelse landhuisstijl.
De entree van de woning bevindt zich in de zuidoosthoek aan de linkerzijde van de voorgevel. Aan de rechterzijde is een boogvormige groen-witgestreepte baander, die toegang geeft tot de schuur van de boerderij. In de voorgevel zijn op de verdieping drie ramen zonder bovenlichten en luiken en op de begane grond twee ramen met bovenlichten en luiken aangebracht. De luiken zijn ook groen-witgestreept, maar dan in diagonale richting. Ook de ramen bij de entree en in de zuidoostelijke gevel bezitten soortgelijke luiken evenals de ramen van het stookhok. Hetzelfde streeppatroon heeft de geveltop van het stookhok. Dit stookhok ligt aan de zuidkant van de woning en is ermee verbonden door een muur met een toegangsdeur naar het erf. Alle deuren aan de voorzijde hebben een rondbogige vorm. De boerderij heeft een samengesteld zadeldak, het stookhok heeft een enkelvoudig zadeldak.
De villaboerderij is erkend als provinciaal monument mede vanwege de cultuurhistorische, de architectuurhistorische en de stedenbouwkundige waarde. De boerderij is een voorbeeld van de wijze waarop het boerenbedrijf in dit deel van de provincie Drenthe, de veenkoloniën werd uitgeoefend, ook zijn de elementen uit de toegepaste architectuur, de interbellumarchitectuur en de Engelse landhuisstijl, in deze periode goed herkenbaar. De boerderij ligt op een markant punt aan de zuidwestzijde van Exloërkijl tegenover de lintbebouwing aan de noordoostzijde.